# Beukenberg (Nederland)
De Beukenberg is een heuvel in het noordelijk deel van het Heuvelland gelegen bij Oirsbeek gemeente Beekdaelen in de Nederlandse provincie Limburg met een hoogte van 115 meter boven NAP. De heuvel maakt deel uit van het Plateau van Doenrade, aan de rand van het beekdal van de Kakkert.

## Geografie en topografie
De Beukenberg ligt vlak ten noorden van het centrum van Oirsbeek. Boven aan de helling ligt de buurtschap Klein-Doenrade. De heuvel vormt samen met onder andere de westelijker gelegen Duivelsberg en de oostelijker gelegen Boomkensberg een heuvelrug aan de noordelijke rand van het Kakkertdal. De Beukenberg wordt van de Duivelsberg gescheiden door de Tomkensgrub, een droogdal of grub waar een holle weg doorheen loopt. De heuveltop steekt ongeveer 35 meter boven het dal uit en wordt omzoomd door hellingbos.
De heuvel is in het verleden gedeeltelijk afgegraven ten behoeve van zand- en grindwinning. De hierdoor ontstane groeve is vanaf de jaren zeventig van de twintigste eeuw in gebruik genomen als stortplaats en gedurende de daaropvolgende decennia volgestort met afval. Tussen 2000 en 2001 is het gehele terrein afgedekt met een ondoorlatende folie en een schone grondlaag en ten slotte beplant. Sinds 2005 is het gebied opengesteld als wandelgebied.

## Wielrennen
De gelijknamige helling Beukenberg is populair in de wielersport. Deze matig steile beklimming bestaat uit twee delen en klimt over een lengte van 860 meter vanuit de voormalige buurtschap Gracht in het dal naar Klein-Doenrade aan de top. De helling heeft een gemiddelde hellingsgraad van 3,1 procent. Het steilste gedeelte van de klim ligt vlak bij de top en heeft een hellingsgraad van rond de 7 procent.

## Fotogalerij

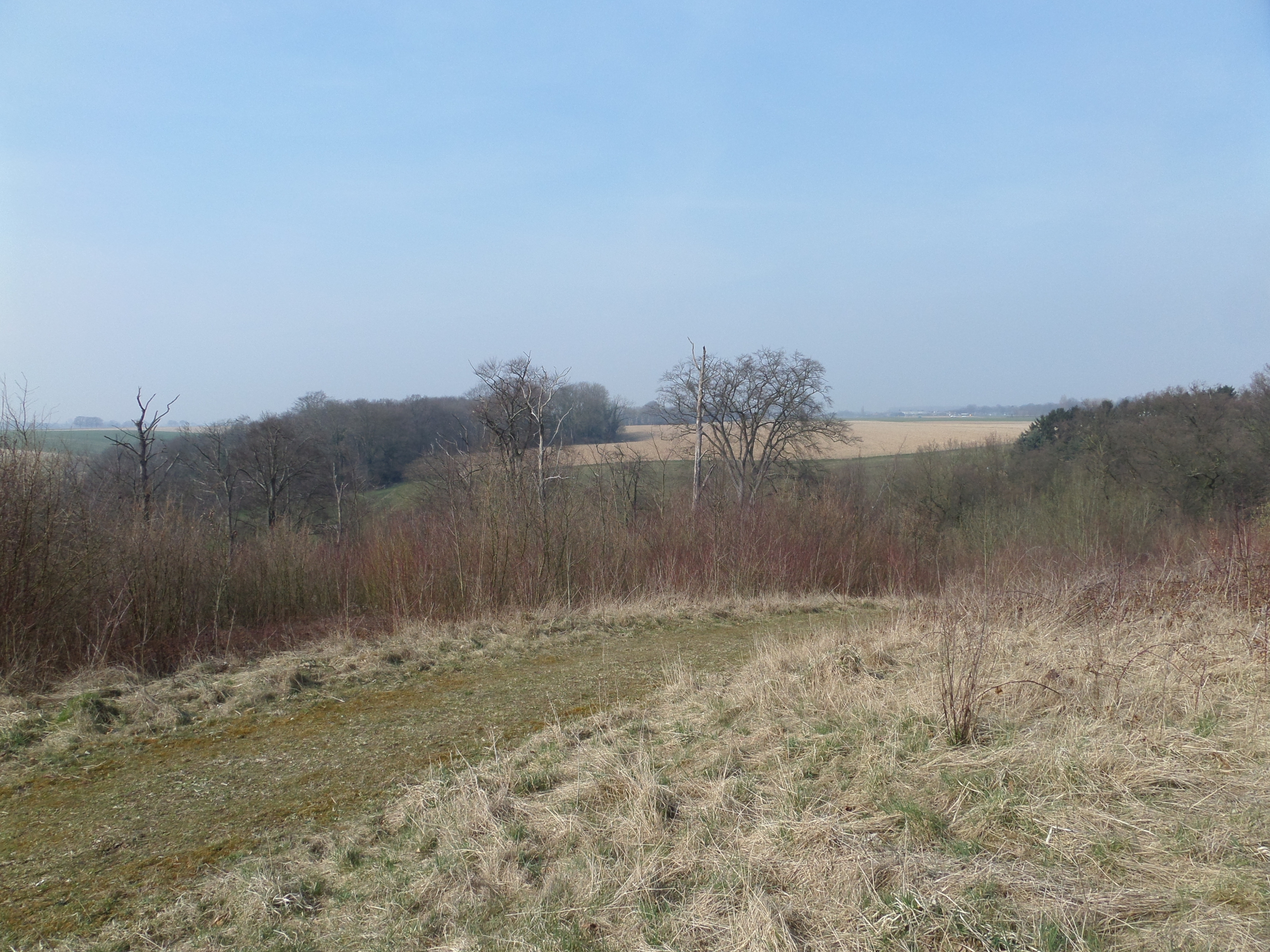
Uitzicht vanaf de top
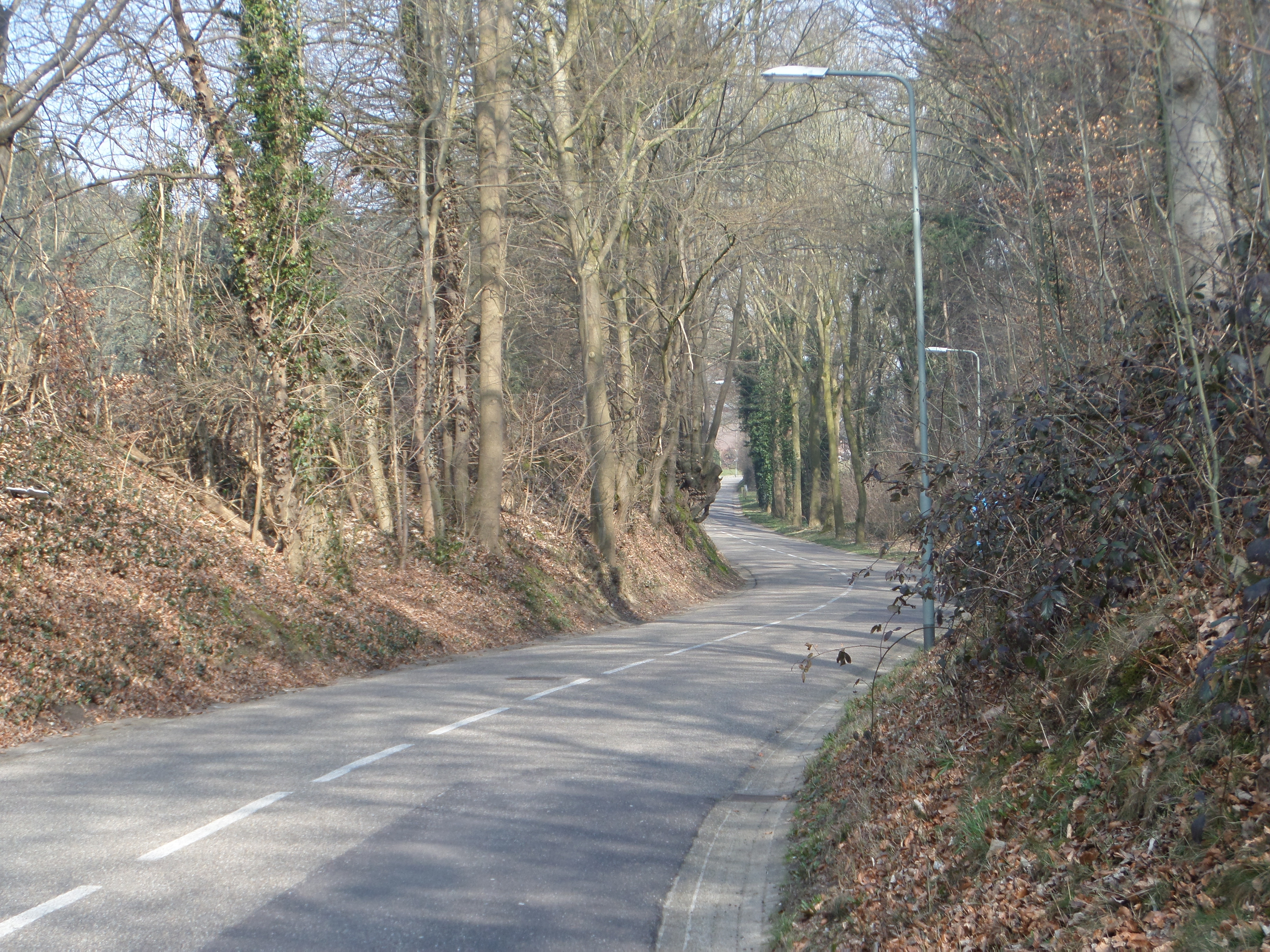
Heuvelafwaarts gezien
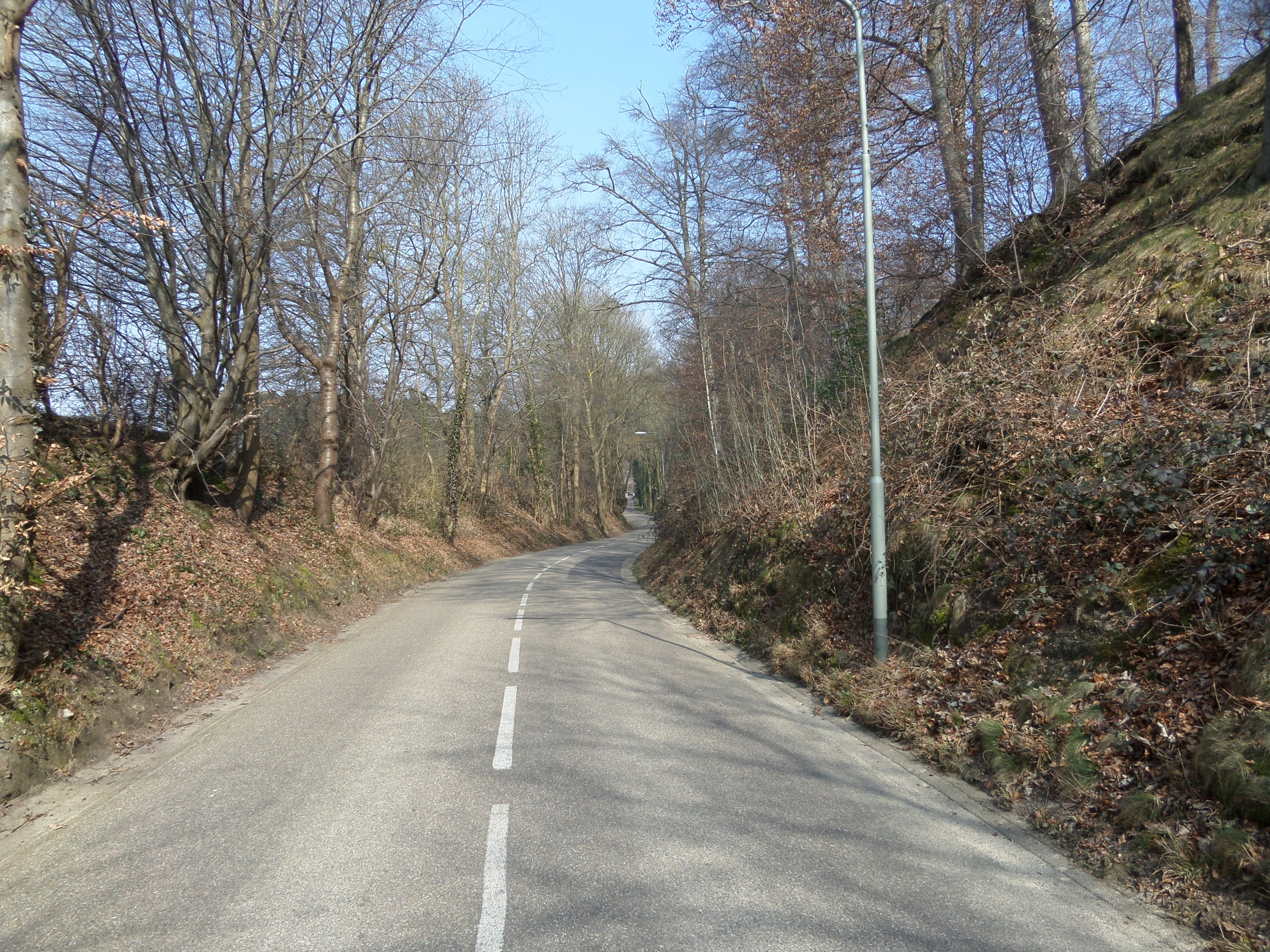
Heuvelopwaarts gezien